# Marcgravia purpurea
Marcgravia purpurea là một loài thực vật có hoa trong họ Marcgraviaceae. Loài này được I.W.Bailey mô tả khoa học đầu tiên năm 1922.